# Frederiksberg Have
Le Frederiksberg Have est un jardin public dans la ville de Copenhague au Danemark. Il possède une superficie de 31,7 hectares. Il est adjacent à un autre jardin public le Søndermarken d'une superficie de  32,3 hectares. Il y est également adjacent au zoo de Copenhague et au palais de Frederiksberg.